# Арарат (хребет)
Арарат — среднегорный массив в системе гор Сихотэ-Алиня, в центре её южной части. Тянется в широтном направлении с запада на восток в Чугуевском районе Приморья. К югу от него лежит Луговой хребет, к западу Восточный Синий хребет. Ближайшие посёлки — Шумный, Антоновка, Рудный, Кавалерово. Хребет используется как объект горно-рекреационного туризма.

## Флора и фауна
Флора и фауна хребта типична для горной части юга Приморья (средняя температура января — −16 °C). В горах преобладают хвойные породы деревьев, в нижнем ярусе — широколиственные леса, лианы (лимонник китайский) и кустарники. Из млекопитающих отмечены амурский тигр, уссурийский медведь, амурский горал и другие типичные дальневосточные виды.

## Гидрография
В районе хребта преобладает умеренный муссонный климат, поэтому он хорошо обводнён. Стекающие с его склонов речки и ручьи принадлежат бассейну реки Уссури.